# Makowyszcze
Makowyszcze (ukr. Маковище) – wieś na Ukrainie, w obwodzie kijowskim, w rejonie buczańskim, w hromadzie Makarów. W 2001 liczyła 837 mieszkańców, spośród których 791 wskazało jako ojczysty język ukraiński, 44 rosyjski, a 2 inny.